# Llista de monuments de Bordils
Llista de monuments de Bordils inclosos en l'Inventari del Patrimoni Arquitectònic Català pel municipi de Bordils (Gironès). Inclou els inscrits en el Registre de Béns Culturals d'Interès Nacional (BCIN) amb la classificació de monuments històrics, els béns culturals d'interès local (BCIL) de caràcter immoble i la resta de béns arquitectònics integrants del patrimoni cultural català.
| Monument                                       | Protecció   | Estil/època                                        | Localització                              | Coordenades                                          | Codi?         | Imatge |
| ---------------------------------------------- | ----------- | -------------------------------------------------- | ----------------------------------------- | ---------------------------------------------------- | ------------- | --- |
| Església parroquial de Sant Esteve             | BCIN 557-MH | Gòtic tardà XVI                                    | Bordils                                   | 42° 02′ 39″ N, 2° 54′ 41″ E / 42.044047°N,2.911357°E | RI-51-0005818 | Església parroquial de Sant Esteve (Bordils) · Vegeu més fotos d'aquest monument · Carregueu una nova foto d'aquest monument     |
| Nucli antic de Bordils                         |             |                                                    | Bordils                                   | 42° 02′ 38″ N, 2° 54′ 40″ E / 42.044000°N,2.911081°E | IPA-20793     | Nucli antic de Bordils · Vegeu més fotos d'aquest monument · Carregueu una nova foto d'aquest monument                           |
| Rectoria de la parròquia                       |             | Obra popular XVII                                  | Bordils C. Sant Esteve, 3                 | 42° 02′ 38″ N, 2° 54′ 39″ E / 42.043986°N,2.910761°E | IPA-20795     | Rectoria de la parròquia (Bordils) · Vegeu més fotos d'aquest monument · Carregueu una nova foto d'aquest monument               |
| Llinda de l'habitatge al carrer Montserrat, 13 |             | Gòtic                                              | Bordils C. Montserrat, 13                 | 42° 02′ 37″ N, 2° 54′ 38″ E / 42.043475°N,2.910476°E | IPA-20796     | Carregueu una nova foto d'aquest monument                                                                                        |
| Can Clavaguera                                 |             | Obra popular XIX                                   | Bordils Pg. Aimeric, 18 - c. Almeda       | 42° 02′ 32″ N, 2° 54′ 43″ E / 42.042331°N,2.911949°E | IPA-20797     | Can Clavaguera (Bordils) · Vegeu més fotos d'aquest monument · Carregueu una nova foto d'aquest monument                         |
| Finestra a Can Clavaguera Vell                 |             | Medieval                                           | Bordils Pg. Aimeric, 2 - c. Creu          | 42° 02′ 36″ N, 2° 54′ 42″ E / 42.043259°N,2.911551°E | IPA-20798     | Carregueu una nova foto d'aquest monument                                                                                        |
| Porta i balcó de Can Clavaguera                |             | Obra popular XVIII                                 | Bordils Pg. Aimeric                       |                                                      | IPA-20799     | Carregueu una nova foto d'aquest monument                                                                                        |
| Can Vilella                                    |             | Eclecticisme XX Inici                              | Bordils C. Ample, 18                      | 42° 02′ 39″ N, 2° 54′ 39″ E / 42.044239°N,2.910783°E | IPA-20800     | Can Vilella (Bordils) · Vegeu més fotos d'aquest monument · Carregueu una nova foto d'aquest monument                            |
| Casa del Dr. Pere Pagès                        |             | Obra popular XVIII                                 | Bordils C. Ample, 22 - c. Església        | 42° 02′ 40″ N, 2° 54′ 40″ E / 42.044325°N,2.910982°E | IPA-20801     | Casa del Dr. Pere Pagès (Bordils) · Vegeu més fotos d'aquest monument · Carregueu una nova foto d'aquest monument                |
| Habitatge al carrer Ample, 20                  |             | Obra popular XVIII                                 | Bordils C. Ample, 20 - c. Església        | 42° 02′ 39″ N, 2° 54′ 39″ E / 42.044288°N,2.910910°E | IPA-20802     | Habitatge al carrer Ample, 20 (Bordils) · Vegeu més fotos d'aquest monument · Carregueu una nova foto d'aquest monument          |
| Habitatge al carrer Sant Esteve                |             | Obra popular XVII                                  | Bordils C. Esteve                         | 42° 02′ 38″ N, 2° 54′ 39″ E / 42.043869°N,2.910879°E | IPA-20803     | Carregueu una nova foto d'aquest monument                                                                                        |
| Habitatge al carrer Ample, 4                   |             | Eclecticisme XIX Final                             | Bordils C. Ample, 4                       | 42° 02′ 39″ N, 2° 54′ 37″ E / 42.044040°N,2.910270°E | IPA-20804     | Carregueu una nova foto d'aquest monument                                                                                        |
| Llinda de l'immoble al carrer Ample, 14        |             | Obra popular XVIII Inici                           | Bordils C. Ample, 14                      | 42° 02′ 39″ N, 2° 54′ 38″ E / 42.044160°N,2.910581°E | IPA-20805     | Carregueu una nova foto d'aquest monument                                                                                        |
| Can Xapa                                       |             | Gòtic, obra popular XVI                            | Bordils C. Montserrat, 13                 | 42° 02′ 36″ N, 2° 54′ 38″ E / 42.043354°N,2.910576°E | IPA-20806     | Can Xapa (Bordils) · Vegeu més fotos d'aquest monument · Carregueu una nova foto d'aquest monument                               |
| Can Carreras                                   |             | Obra popular XVII                                  | Bordils C. de la Creu, 1                  | 42° 02′ 36″ N, 2° 54′ 39″ E / 42.043377°N,2.910727°E | IPA-20807     | Carregueu una nova foto d'aquest monument                                                                                        |
| Can Tallada                                    |             | Eclecticisme XX Inici                              | Bordils Camí del Pla                      | 42° 02′ 40″ N, 2° 54′ 47″ E / 42.044582°N,2.912968°E | IPA-20808     | Can Tallada (Bordils) · Vegeu més fotos d'aquest monument · Carregueu una nova foto d'aquest monument                            |
| Ca l'Estevenet                                 |             | Obra popular XIX Mitjan                            | Bordils Camí del Pla                      | 42° 02′ 40″ N, 2° 54′ 52″ E / 42.044561°N,2.914467°E | IPA-20809     | Ca l'Estevenet (Bordils) · Vegeu més fotos d'aquest monument · Carregueu una nova foto d'aquest monument                         |
| Llinda al carrer del Migdia, 1                 |             | Obra popular XVII                                  | Bordils C. Migdia, 1                      | 42° 02′ 44″ N, 2° 54′ 53″ E / 42.045431°N,2.914592°E | IPA-20810     | Carregueu una nova foto d'aquest monument                                                                                        |
| Escola Municipal                               |             | Noucentisme, monumentalisme academicista XX Mitjan | Bordils C. Torrent                        | 42° 02′ 24″ N, 2° 54′ 53″ E / 42.039922°N,2.914781°E | IPA-20811     | Escola Municipal (Bordils) · Vegeu més fotos d'aquest monument · Carregueu una nova foto d'aquest monument                       |
| Can Colom                                      |             | Obra popular XIX Mitjan                            | Bordils C. Migdia, 9                      | 42° 02′ 38″ N, 2° 54′ 54″ E / 42.043881°N,2.915042°E | IPA-20812     | Can Colom (Bordils) · Vegeu més fotos d'aquest monument · Carregueu una nova foto d'aquest monument                              |
| Can Bosch                                      |             | Obra popular XVIII                                 | Bordils C. Almeda, 39                     | 42° 02′ 27″ N, 2° 54′ 49″ E / 42.040863°N,2.913707°E | IPA-20813     | Can Bosch (Bordils) · Vegeu més fotos d'aquest monument · Carregueu una nova foto d'aquest monument                              |
| Casa Joan Solés, Can Torre                     |             | Eclecticisme XIX Final                             | Bordils C. Almeda, 24-26                  | 42° 02′ 30″ N, 2° 54′ 45″ E / 42.041744°N,2.912441°E | IPA-20815     | Can Torre (Bordils) · Vegeu més fotos d'aquest monument · Carregueu una nova foto d'aquest monument                              |
| Can Vila                                       |             | Noucentisme XX Inici                               | Bordils C. Almeda, 47                     | 42° 02′ 26″ N, 2° 54′ 51″ E / 42.040647°N,2.914200°E | IPA-20816     | Can Vila (Bordils) · Vegeu més fotos d'aquest monument · Carregueu una nova foto d'aquest monument                               |
| Can Jouer                                      |             | Gòtic tardà, obra popular XVI                      | Bordils Camí de Can Prim                  | 42° 02′ 33″ N, 2° 54′ 32″ E / 42.042525°N,2.908881°E | IPA-20817     | Carregueu una nova foto d'aquest monument                                                                                        |
| Ca l'Avel·lí Vell, Mas de la Roda              |             | Obra popular XIX Final                             | Bordils C. de la Creu                     | 42° 02′ 50″ N, 2° 54′ 50″ E / 42.047127°N,2.913817°E | IPA-20818     | Ca l'Avel·lí Vell (Bordils) · Vegeu més fotos d'aquest monument · Carregueu una nova foto d'aquest monument                      |
| Can Prim                                       |             | Obra popular XVII, XIX Inici                       | Bordils Camí de Can Prim                  | 42° 02′ 41″ N, 2° 54′ 35″ E / 42.044638°N,2.909585°E | IPA-20820     | Carregueu una nova foto d'aquest monument                                                                                        |
| Cementiri de Bordils                           |             | XIX Final                                          | Bordils Camí del Cementiri, les Coromines | 42° 02′ 15″ N, 2° 54′ 34″ E / 42.037552°N,2.909387°E | IPA-20824     | Cementiri de Bordils · Vegeu més fotos d'aquest monument · Carregueu una nova foto d'aquest monument                             |
| Panteó de Joaquím Brú i família Crusis         |             | XX Mitjan                                          | Bordils Cementiri                         | 42° 02′ 15″ N, 2° 54′ 34″ E / 42.037550°N,2.909329°E | IPA-20825     | Panteó de Joaquím Brú i família Crusis (Bordils) · Vegeu més fotos d'aquest monument · Carregueu una nova foto d'aquest monument |
| Tomba de Salvador Tallada i Família            |             |                                                    | Bordils Cementiri                         | 42° 02′ 15″ N, 2° 54′ 34″ E / 42.037475°N,2.909323°E | IPA-20826     | Tomba de Salvador Tallada i Família (Bordils) · Vegeu més fotos d'aquest monument · Carregueu una nova foto d'aquest monument    |
| Can Coll                                       |             | Obra popular XVIII Mitjan                          | Bordils C. del Molí                       | 42° 02′ 54″ N, 2° 54′ 33″ E / 42.048355°N,2.909238°E | IPA-20828     | Can Coll (Bordils) · Vegeu més fotos d'aquest monument · Carregueu una nova foto d'aquest monument                               |
| Mas Bosc                                       |             | Obra popular XVII                                  | Bordils Camí de Rissec                    | 42° 02′ 58″ N, 2° 54′ 43″ E / 42.049497°N,2.912004°E | IPA-20830     | Carregueu una nova foto d'aquest monument                                                                                        |
| La Torre, Can Baldiret                         |             | Gòtic, renaixement XVI, XIX                        | Bordils Camí de Rissec                    | 42° 02′ 55″ N, 2° 54′ 56″ E / 42.048727°N,2.915500°E | IPA-20831     | Can Baldiret (Bordils) · Vegeu més fotos d'aquest monument · Carregueu una nova foto d'aquest monument                           |
| Can Ros del Pla                                |             | Obra popular XVIII                                 | Bordils Camí de Rissec                    | 42° 02′ 53″ N, 2° 55′ 11″ E / 42.048124°N,2.919703°E | IPA-20836     | Can Ros del Pla (Bordils) · Vegeu més fotos d'aquest monument · Carregueu una nova foto d'aquest monument                        |
| Cal Metge Bosch                                |             | Obra popular XIX Final, XX Inici                   | Bordils Camí de Medinyà                   | 42° 02′ 43″ N, 2° 54′ 26″ E / 42.045219°N,2.907243°E | IPA-20842     | Cal Metge Bosch (Bordils) · Vegeu més fotos d'aquest monument · Carregueu una nova foto d'aquest monument                        |
| Can Masó                                       |             | Gòtic, obra popular XV                             | Bordils Camí de Medinyà                   | 42° 02′ 39″ N, 2° 54′ 28″ E / 42.044164°N,2.907671°E | IPA-20843     | Carregueu una nova foto d'aquest monument                                                                                        |
| Mas Sastre                                     |             | Obra popular XIX                                   | Bordils C. de les Hortes, 8               | 42° 02′ 32″ N, 2° 54′ 33″ E / 42.042237°N,2.909238°E | IPA-20845     | Mas Sastre (Bordils) · Vegeu més fotos d'aquest monument · Carregueu una nova foto d'aquest monument                             |
| Porta de Can Carreter Negre                    |             | Obra popular XVIII Final                           | Bordils C. de les Hortes, 12              | 42° 02′ 32″ N, 2° 54′ 32″ E / 42.042163°N,2.908775°E | IPA-20846     | Carregueu una nova foto d'aquest monument                                                                                        |
| Cal Paraire                                    |             | Obra popular XIX Mitjan                            | Bordils Camí de Medinyà                   | 42° 02′ 19″ N, 2° 53′ 55″ E / 42.038700°N,2.898578°E | IPA-20851     | Carregueu una nova foto d'aquest monument                                                                                        |
| Can Sureda                                     |             | Obra popular XIX Mitjan                            | Bordils C. de les Hortes, 18              | 42° 02′ 30″ N, 2° 54′ 22″ E / 42.041652°N,2.906022°E | IPA-20847     | Can Sureda (Bordils) · Vegeu més fotos d'aquest monument · Carregueu una nova foto d'aquest monument                             |
| Can Sastre                                     |             | Eclecticisme XX Inici                              | Bordils C. Migdia, Mas Bec                | 42° 02′ 37″ N, 2° 54′ 55″ E / 42.043728°N,2.915241°E | IPA-20854     | Can Sastre (Bordils) · Vegeu més fotos d'aquest monument · Carregueu una nova foto d'aquest monument                             |
| Mas Saló, Can Cuní                             |             | Obra popular XVI                                   | Bordils Camí de Medinyà                   | 42° 02′ 41″ N, 2° 53′ 43″ E / 42.044628°N,2.895239°E | IPA-20848     | Mas Saló (Bordils) · Vegeu més fotos d'aquest monument · Carregueu una nova foto d'aquest monument                               |
| Mas Pujadas                                    |             | Obra popular                                       | Bordils Camí de Medinyà                   | 42° 02′ 52″ N, 2° 53′ 37″ E / 42.047657°N,2.893488°E | IPA-20852     | Mas Pujadas (Bordils) · Vegeu més fotos d'aquest monument · Carregueu una nova foto d'aquest monument                            |
| Can Riera                                      |             | XVII                                               | Bordils Rissec                            | 42° 02′ 30″ N, 2° 55′ 25″ E / 42.041620°N,2.923584°E | IPA-20827     | Carregueu una nova foto d'aquest monument                                                                                        |
| Can Mallorquí                                  |             | Obra popular XVII                                  | Bordils Camí de Rissec                    | 42° 03′ 00″ N, 2° 55′ 20″ E / 42.050044°N,2.922094°E | IPA-20837     | Can Mallorquí (Bordils) · Vegeu més fotos d'aquest monument · Carregueu una nova foto d'aquest monument                          |
| Can Batista                                    |             | Obra popular XVII, XX Mitjan                       | Bordils Camí de Rissec                    | 42° 03′ 03″ N, 2° 55′ 18″ E / 42.050728°N,2.921754°E | IPA-20838     | Can Batista (Bordils) · Vegeu més fotos d'aquest monument · Carregueu una nova foto d'aquest monument                            |
| Mas Sant Dionís                                |             | Obra popular XIII                                  | Bordils Camí de Rissec                    | 42° 02′ 46″ N, 2° 55′ 24″ E / 42.046177°N,2.923216°E | IPA-20840     | Carregueu una nova foto d'aquest monument                                                                                        |
| Mas Moner                                      |             | Obra popular XVIII                                 | Bordils Camí de Rissec, 12                |                                                      | IPA-20841     | Carregueu una nova foto d'aquest monument                                                                                        |